# Marconi Volley 1988-1989 (maschile)
Questa voce raccoglie le informazioni riguardanti la Marconi Volley nelle competizioni ufficiali della stagione 1988-1989.

## Stagione
Reduce da una doppia promozione, l'annata 1988-1989 sancì il debutto della squadra spoletina in Serie A1: si trattò, contestualmente, dell'esordio assoluto nella massima serie pallavolistica maschile per un club umbro. La società si presentò al via confermando sia la sponsorizzazione Olio Venturi sia vari elementi-cardine del precedente biennio, come l'allenatore Carmelo Pittera, l'esperto alzatore Vjačeslav Zajcev e il giovane martello Damiano Pippi, rinforzando la rosa con l'arrivo, tra gli altri, di due nuovi centrali quali il fuoriclasse internazionale Craig Buck, oro olimpico a Seul con la nazionale statunitense, e il promettente Francesco Lavorato.
La Marconi chiuse la regular season del campionato al decimo posto, a pari punti con il Catania, raggiungendo l'obiettivo minimo della salvezza. Il percorso dei gialloverdi in Coppa Italia si fermò immediatamente agli ottavi di finale, eliminati nel doppio confronto dalla Gabeca di Montichiari.

## Organigramma societario
Area direttiva
- Presidente: Fausto Protasi
- Vicepresidenti: Anna Rosati, Pompeo Patarini

Area organizzativa
- General Manager: Francesco Fontani
- Segretario: Piero Duranti

Area sportiva
- Direttore sportivo: Enrico Zaffini

Area comunicazione
- Addetto stampa: Giancarlo Ciontoli

Area tecnica
- Allenatore: Carmelo Pittera
- Allenatore in seconda: Drahomír Koudelka

Area sanitaria
- Medici sociali: dott. Roberto Pascale, dott. Mario Mancini, dott. Bruno Stafisso

## Rosa
| N° | Nome                 | Ruolo | Data di nascita  | Nazionalità sportiva |
| -- | -------------------- | ----- | ---------------- | -------------------- |
| 1  | Craig Buck           | C     | 24 agosto 1958   | Stati Uniti          |
| 2  | Vjačeslav Zajcev     | P     | 12 novembre 1952 | Unione Sovietica     |
| 3  | Francesco Lavorato   | C     | 21 gennaio 1969  | Italia               |
| 4  | Enrico Berengan      | S     | 10 aprile 1965   | Italia               |
| 5  | Stefano Pellegrini   | S     | 1961             | Italia               |
| 7  | Fabrizio Nassi       | S     | 5 agosto 1951    | Italia               |
| 8  | Gianni Mascagna      | U     | 8 aprile 1967    | Italia               |
| 9  | Paolo Malvestiti     | C     | 10 luglio 1964   | Italia               |
| 10 | Damiano Pippi        | S     | 23 agosto 1971   | Italia               |
| 11 | Giuseppe Selvaggi    | P     | 21 luglio 1964   | Italia               |
| 12 | Giancarlo Toscanella | S     | 10 aprile 1965   | Italia               |
| 13 | Roberto Campana      | S     | 23 aprile 1956   | Italia               |
|    | Antonello Bartoli    | S     | 1970             | Italia               |
|    | Maurizio Castellano  | U     | 17 febbraio 1971 | Italia               |